# Musée de Hanoï
Le Musée de Hanoï (vietnamien : Bảo tàng Hà Nội) est un musée situé dans le district de Nam Từ Liêm à Hanoï, au Viêt  Nam.    

## Présentation
Le musée présente des artefacts de l'histoire des 1 000 ans de Hanoï ainsi que sur l'histoire, la culture, le patrimoine et l'architecture du Vietnam. Quelque 50 000 artefacts sont exposés sur une superficie totale de près de 54 000 mètres carrés. 
Le Musée de Hanoï a été inauguré en 2010 lors des célébrations du millénaire d'Hanoï. 
Le bâtiment a une conception globale d'une pyramide inversée. 

## Galerie

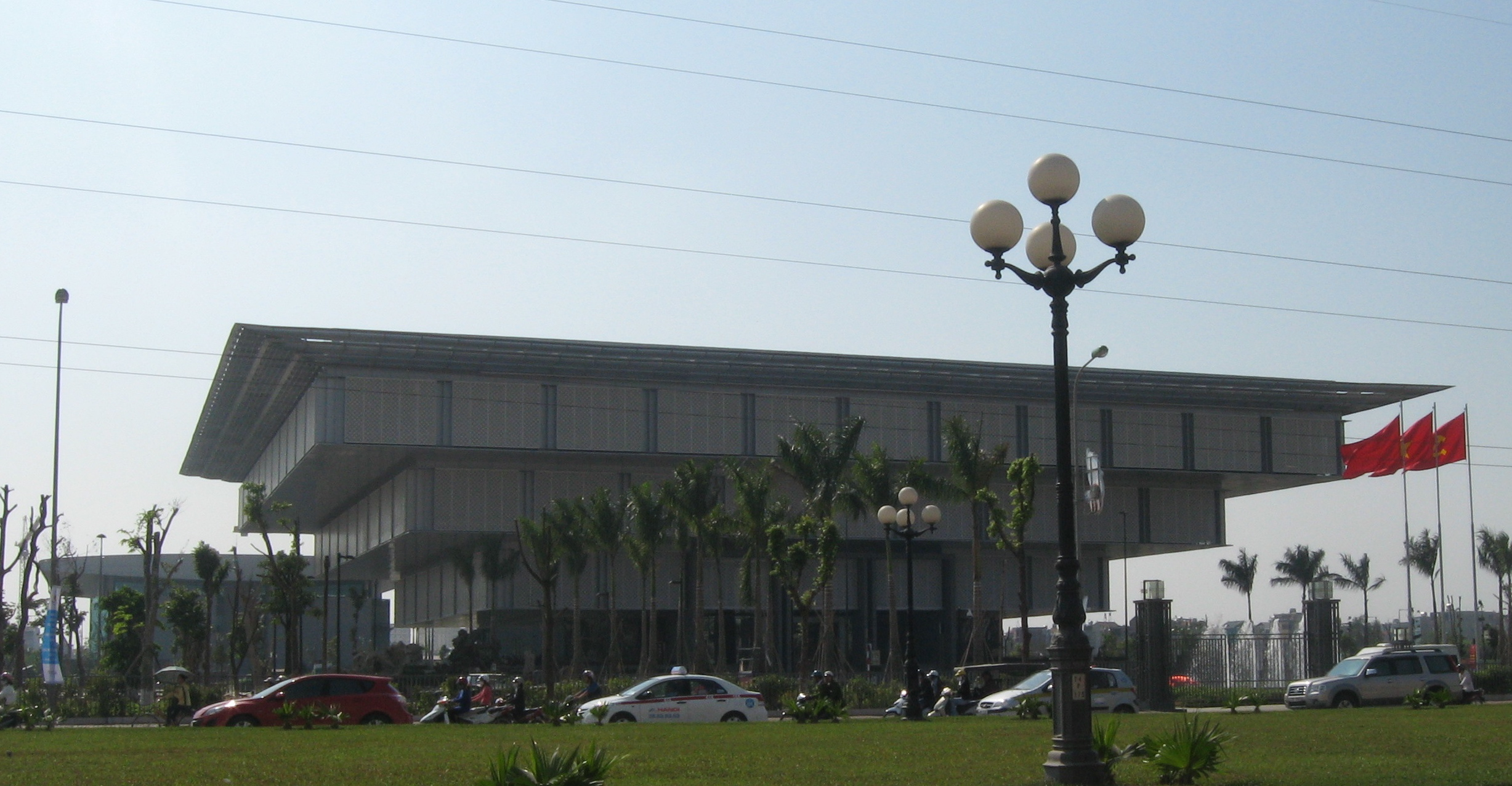
Musée de Hanoï
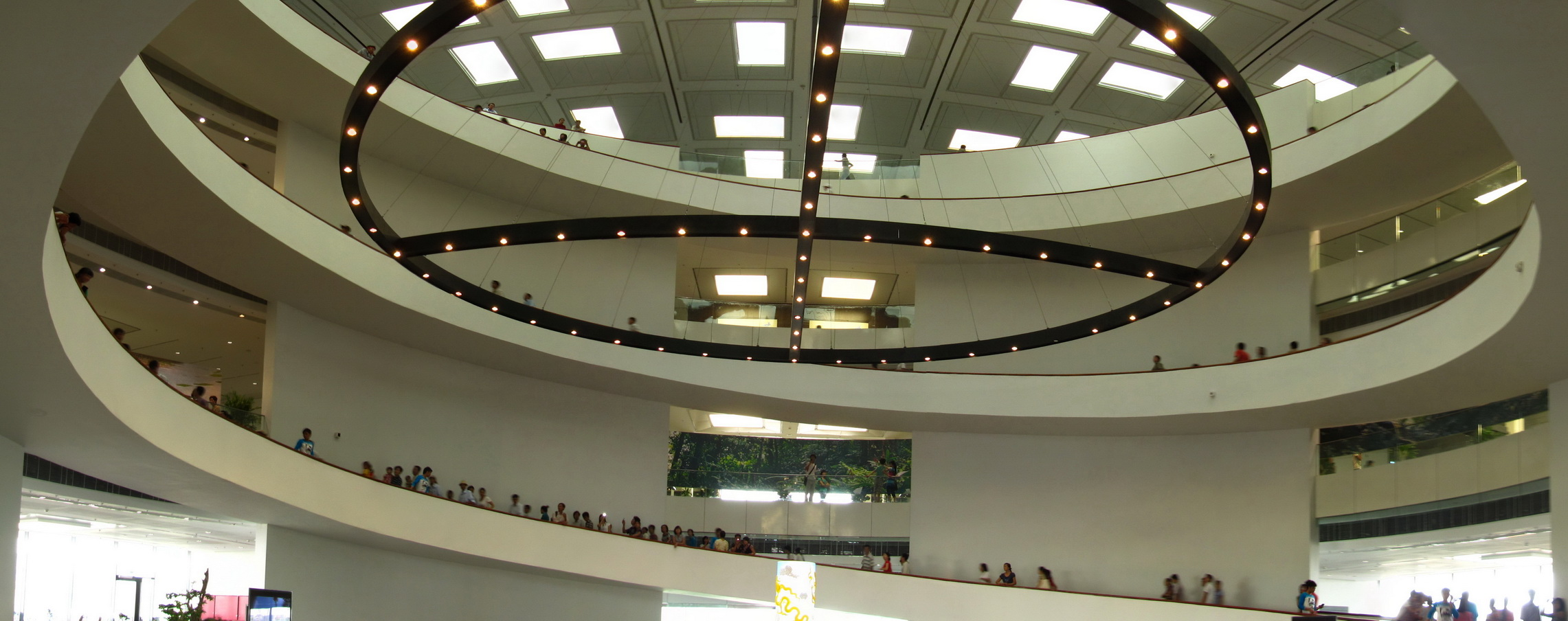
Vue intérieure